# Мочениго (монета)

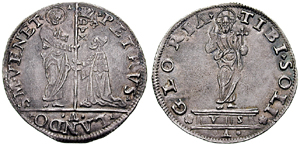
Мочениго 1541 года

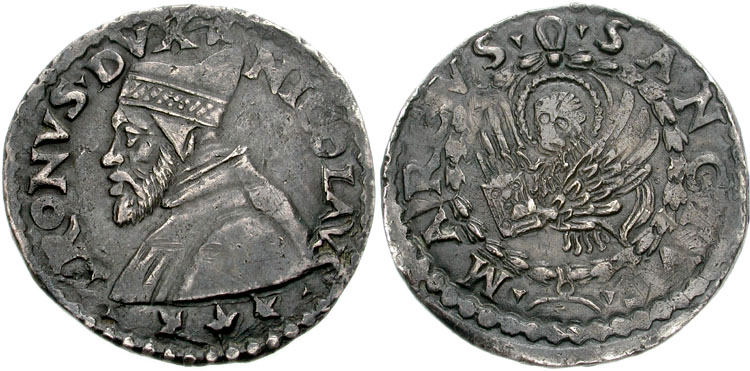
Предшественница мочениго лира Трон

Мочениго, лира мочениго (итал. mocenigo) — венецианская серебряная монета.
В качестве денежно-счётной единицы лиру использовали в итальянских государствах с 953 года. Впервые как реальная монета была отчеканена в 1472 году в Венеции во время правления дожа Николо Троно. По имени дожа она получила название «лира Трон». Вес монеты составлял 6,52 г серебра 948 пробы при содержании 6,18 г чистого серебра. Аверс содержал изображение дожа, а реверс — венецианского льва. Изображение дожа на монете вызывало аналогии с монархией и недовольство в республиканских кругах. После смерти Николо Троно в 1473 году выпуск портретных серебряных монет был прекращён. При правлении дожа Пьетро Мочениго (1474—1476) был вновь налажен выпуск серебряных лир.
Весовые характеристики новой монеты были идентичны лире Трон. В отличие от своей предшественницы лира мочениго содержала изображение коленопреклонённого перед апостолом Марком дожа на аверсе и статуи Иисуса Христа на реверсе. Номинальная стоимость мочениго с течением времени возрастала. Изначально лира мочениго была эквивалентна 20 сольдо, в 1518 году за неё давали 21, а в 1524 — 24 сольдо.
Чеканка лиры мочениго продолжалось до 1575 года. Подражания данной монете были отчеканены в Мантуе и Модене. В то же время наиболее распространённой серебряной монетой в итальянских государствах того времени являлся тестон.